# Border Theater
Le Border Theater est une salle de cinéma américaine à Mission, dans le comté de Hidalgo, au Texas. Construit en 1942 dans un style empruntant au Pueblo Revival, il est classé Recorded Texas Historic Landmark depuis 1997 et inscrit au Registre national des lieux historiques depuis le 28 août 1998.